# Stenopsychodes tillyardi
Stenopsychodes tillyardi är en nattsländeart som beskrevs av Banks 1939. Stenopsychodes tillyardi ingår i släktet Stenopsychodes och familjen Stenopsychidae. Inga underarter finns listade i Catalogue of Life.